# Prise de Damas
Guerre civile syrienne
Batailles
La prise de Damas est l'ultime bataille entre les rebelles et forces loyales au gouvernement et qui a conduit à la chute de la capitale syrienne aux mains des rebelles de l'Armée syrienne libre les 7 et 8 décembre 2024, après leur irruption dans la ville à l'issue de leur offensive lancée fin novembre, au cours de la guerre civile syrienne .
Aux premières heures du 8 décembre, le président de la République Bachar el-Assad quitte le pays par avion vers la Russie , alors que les rebelles pénètrent Damas sans rencontrer de résistance, mettant fin au régime baasiste de la République arabe syrienne et à 53 ans de règne sans partage de la dynastie el-Assad.

## Prélude
Fin novembre 2024, la prise d'Alep par les rebelles et l'effondrement de l'armée syrienne dans le nord de la Syrie provoque de nouveaux soulèvements anti-Assad à travers le pays, notamment à Zakieh (en), à une vingtaine de kilomètres au sud de Damas. Début décembre, l'Armée syrienne libre reprend alors les armes et ouvre un autre front au sud du pays,,. Le 6 décembre, les rebelles annoncent la formation de la Chambre des opérations du Sud.
Le 6 décembre, l'Armée arabe syrienne abandonne les gouvernorats de Deraa, Soueïda et Qouneitra, qui passent aux mains de l'opposition. Le lendemain, les rebelles de l'Armée syrienne libre poursuivent leur offensive dans le gouvernorat de Rif Dimachq et se rapprochent de Damas.

## Déroulement, évacuations et bombardements
Le 6 décembre, au lendemain de la bataille et de la prise de Hama par les forces rebelles, l'Iran annonce l'évacuation de son personnel diplomatique et de ses ressortissants en direction de l'Iran, du Liban et de l'Irak. La Chine met également en place un important dispositif d'évacuation.
Le 7 décembre, les rebelles syriens annoncent qu'ils ont commencé à encercler Damas après avoir capturé les villes voisines. À 15 h 19 (UTC+3), le porte-parole du commandement des opérations militaires, Hassan Abdel Ghani, déclare : « Nos forces ont entamé la phase finale de l'encerclement de la capitale Damas »,. 
Au sud, la plupart des rebelles qui participent à l'offensive sont alors d'anciens combattants de l'Armée syrienne libre ayant fait leur soumission au régime après l'offensive de Deraa en 2018, ainsi que des éléments ralliés à Hayat Tahrir al-Cham (HTC), présents cependant en bien moins grand nombre que dans le Nord de la Syrie,. Au nord, HTC annonce le 7 décembre qu'il détourne une partie des forces de Homs et Hama afin de participer à la conquête de la capitale. À l'est, l'Armée des commandos de la révolution, équipée et entraînés par les États-Unis, se met en mouvement depuis Al-Tanf et arrive aux abords de Damas. De nombreux habitants descendent également dans les rues et libèrent virtuellement leurs quartiers après le départ des soldats du régime fuyant l'avancée des rebelles.
Dans la région de Rif Dimachq, les rebelles capturent d'abord Al-Sanamayn, une ville située à 20 kilomètres de l'entrée sud de Damas. De leur côté, les forces progouvernementales se retirent des villes d'Assal al-Ward, Yabroud, Flitah, Al-Naseriyah et Artouz. Dans l'après midi, elles quittent les villes situées à la périphérie de Damas, notamment Jaramana, Qatana, Mouadamiyat al-Sham, Daraya, Doumeir et des sites proches de l'aéroport militaire de Mezzeh. Sur la place principale de Jaramana, des manifestants renversent une statue du père de Bachar al-Assad, Hafez al-Assad.
Les rebelles entrent sans résistance à Damas dans la nuit du 7 au 8 décembre 2024, alors que Bachar el-Assad a démissionné et quitté le pays vers une destination alors inconnue,,. Les syriens prennent d'assault le palais présidentiel et procèdent à son pillage ainsi qu'à la destruction des statues des figures du régime et tout autre symbole du pouvoir baasiste,. Dans la même nuit, le commandement des opérations militaires confirme la chute d'Assad, tandis que le Premier ministre Mohammad Ghazi al-Jalali annonce qu'il transmettra le pouvoir aux nouveaux dirigeants, ce qu'il fait le surlendemain.
Le 8 décembre même, les médias d'État russes ont confirmé qu'Assad se trouvait en Russie, après que Moscou leur ait accordé l'asile. Le jour suivant, un porte-parole du Kremlin confirme que Vladimir Poutine « avait personnellement accordé l'asile à Assad » mais refuse de dire précisement où il se trouve, ajoutant que Poutine n'avait pas l'intention de le rencontrer.
Le même jour, la Turquie, les États-Unis et Israël procèdent à des bombardements respectifs dans le nord-est, le centre et le sud de la Syrie, ayant respectivement l'intention de repousser les kurdes, d'affaiblir l'État islamique et de détruire l'arsenal militaire syrien restant ainsi qu'un centre de recherches d'armes chimiques,.